# Bernhard Wicki
Bernhard Wicki (Sankt Pölten, 28 de outubro de 1919 - Munique, 5 de janeiro de 2000) foi um ator e cineasta austríaco.

## Filmografia seleccionada
Realizador
- Warum sind sie gegen uns? (1958)
- Die Brücke (1959)
- The Miracle of Father Malachia (1961)
- The Longest Day (com Ken Annakin e Andrew Marton) (1962)
- The Visit (1964)
- Morituri (1965)
- Das falsche Gewicht (1971)
- Karpfs Karriere (1971)
- The Conquest of the Citadel (1977)
- Die Grünstein-Variante (1984)
- Sansibar oder Der letzte Grund (1987)
- Spider's Web  (1989)

Actor
- The Last Bridge (1953)
- Die Mücke (1954)
- The Eternal Waltz (1954)
- A Double Life (1954)
- Jackboot Mutiny (1955)
- Children, Mother, and the General (1955)
- Rosen im Herbst (1955)
- Weil du arm bist, mußt du früher sterben (1956)
- The Zurich Engagement (1957)
- Flucht in die Tropennacht (1957)
- Queen Louise  (1957)
- The Cat (1958)
- Madeleine und der Legionär (1958)
- La Notte (1961)
- Eleven Years and One Day (1963)
- Portuguese Vacation (1963)
- Deine Zärtlichkeiten (1969)
- Carlos  (1971)
- Crime and Passion (1976)
- Derrick - Temporada 4, Episódio 3: "Eine Nacht im Oktober" (1977)
- The Glass Cell  (1978)
- The Left-Handed Woman (1978)
- Despair  (1978)
- Death Watch (1980)
- Derrick - Temporada 7, Episódio 9: "Zeuge Yuroski" (1980)
- Domino (1981)
- The Mysterious Stranger (1982)
- A Love in Germany (1983)
- Frühlingssinfonie (1983)
- Paris, Texas (1984)
- Dangerous Moves (1984)
- Eine Art von Zorn (filme de TV) (1984)
- Killing Cars (1986)
- Success  (1991)